# Piotr Dahlman
Piotr Dahlman (Dahlmann) (ur. 28 czerwca 1810 w Cieślach k. Buku, zm. 25 października 1847 w Poznaniu) – polski poeta i publicysta.
Piotr Dahlman był synem Karola Henryka Filipa Dahlmanna, ekonoma, pochodzącego z Wrocławia, i Heleny Matysówny (Matyski), córki komorników z Lusowa. Kształcił się w latach 1824–1828 w gimnazjum Marii Magdaleny w Poznaniu. W Berlinie w 1828 rozpoczął studia prawnicze, ale przerwał je w 1831, żeby wziąć udział w powstaniu listopadowym. Udał się po powstaniu do Krakowa, a w 1833 powrócił do Poznania. Został tam aresztowany i skazany na 6 miesięcy więzienia. Pracował po ułaskawieniu jako grawer, z przerwą w latach 1836–1839, kiedy studiował na Uniwersytecie Wrocławskim. Został  wówczas członkiem  Towarzystwa  Literacko-Słowiańskiego. 
W 1841 został bliskim współpracownikiem „Tygodnika Literackiego”, w którym zamieszczał artykuły publicystyczne. Pisał utwory poetyckie i recenzje literackie. Opublikował tragedię historyczną Maryna Mniszchówna wraz z Poezjami pomniejszymi (1841). Przełożył wiersze południowych Słowian. Opracował także wielokrotnie wznawiany słownik francusko-polski (1846). Mieszkał w Poznaniu. W lutym 1846 będąc jednym z konspiratorów przygotowujących powstanie jednocześnie w trzech zaborach został aresztowany w Śremie i osadzony w Moabicie. Ze względu na zły stan zdrowia został zwolniony i zmarł 25 października 1847 w Szpitalu Sióstr Miłosierdzia w Poznaniu. Pochowany na cmentarzu Zasłużonych Wielkopolan.